# Джентили, Альберико
Альберико Дженти́ли (итал. Alberico Gentili; 14 января 1552, Сан-Джинезио, Италия — 19 июня 1608, Оксфорд, Англия) — итальянский юрист, один из основателей науки международного публичного права (позитивистского направления); профессор гражданского (римского) права Оксфордского университета, адвокат.

## Биография
Был вторым сыном врача по специальности Маттео Джентили и его жены Лукреции (в девичестве Петрелли).
Юридическое образование получил в университете Перуджи, где 22 сентября 1572 года (в возрасте 20 лет) получил степень доктора гражданского (римского) права.

## Семья

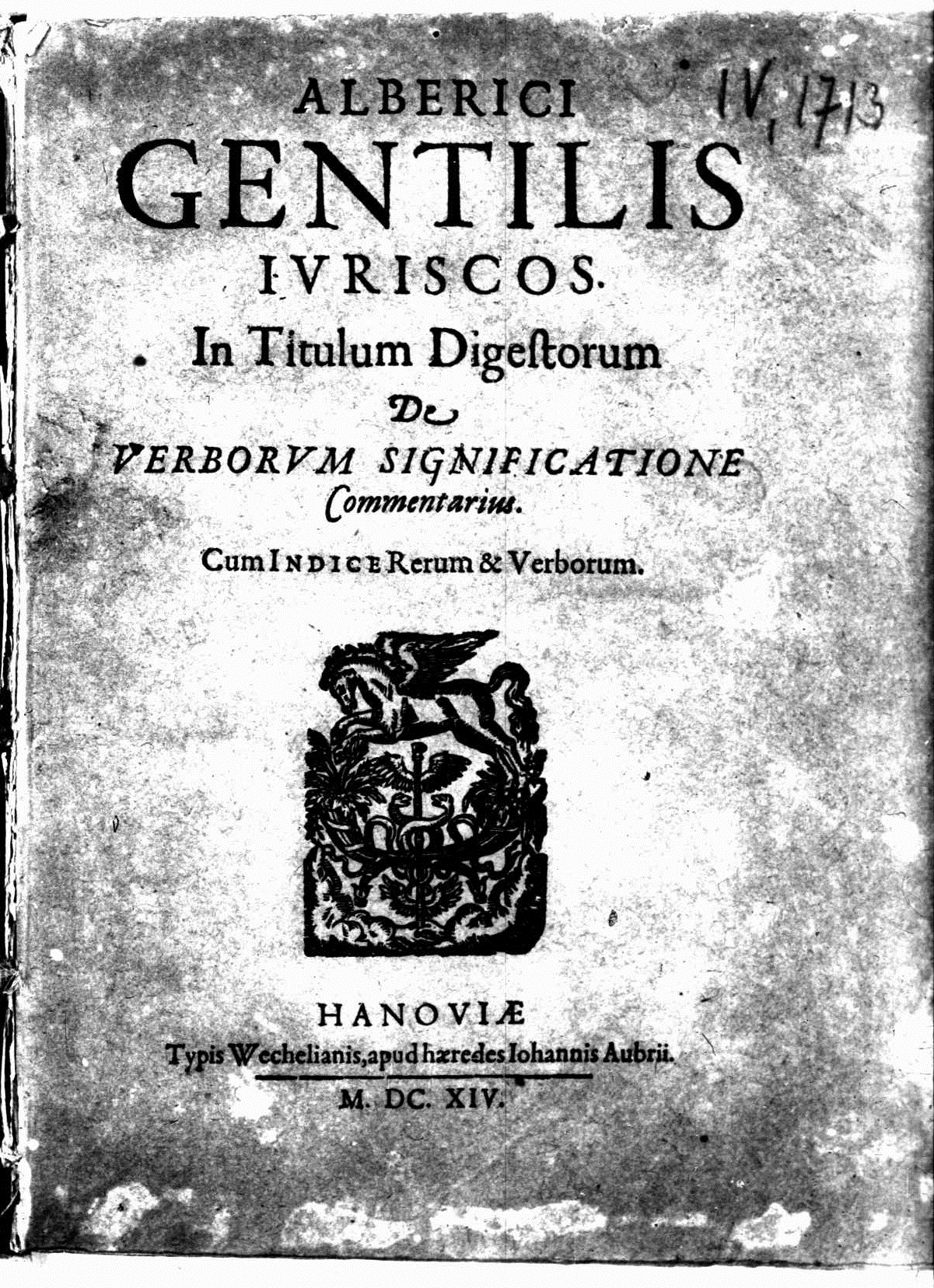
In titulum Digestorum De verborum significatione commentarius, 1614

Брат Альберико Джентили Сципион также был известным юристом.
В 1589 году Джентили женился на француженке Хестер де Пен (фр. Hester de Peigni или / и фр. Peigne), с которой у него было двое сыновей — Роберт и Мэтью, и дочь Анна.
Сын А. Джентили Роберт был известным полиглотом и переводчиком.
На родине А. Джентили в городке Сан-Джинезио работает научное учреждение — Международный центр изучения научного наследия Джентили (итал. Centro internazionale studi gentiliani). На главной площади Сан-Джинезио А. Джентили установлен памятник.

## Труды
- Gentili, Alberico. De Jure Belli Libri Tres. Translated by John Carew Rolfe. 2 vols. — Oxford: Clarendon Press, 1933 (Carnegie Classics of International Law series).
- Gentili, Alberico. De juris interpretibus dialogi sex. — Londini, 1582.
- Gentili, Alberico. De Unione Angliæ et Scotiæ Discursus. — Londini, 1605.